# U-21サッカージブラルタル代表
U-21サッカージブラルタル代表（U-21サッカージブラルタルだいひょう、英語: Gibraltar national under-21 football team）は、ジブラルタルサッカー協会によって編成されるジブラルタルのサッカーの21歳以下のナショナルチームである。21歳以下を対象とするUEFA U-21欧州選手権に出場するためのチームである。

## 概要
2013年、ジブラルタルサッカー協会のUEFA加盟に伴い、U-21ジブラルタル代表が組織され、UEFA U-21欧州選手権には2019年大会から出場することが決定した。また、2017年6月8日には初の国際マッチを行い、U-21オーストリア代表と対戦したが、0-3で敗れた。

## UEFA U-21欧州選手権の成績
| 開催年 | 結果                         | 試       | 勝       | 分       | 負       | 得       | 失       |
| ------ | ---------------------------- | -------- | -------- | -------- | -------- | -------- | -------- |
| 2015   | 不参加                       | 不参加   | 不参加   | 不参加   | 不参加   | 不参加   | 不参加   |
| 2017   | 不参加                       | 不参加   | 不参加   | 不参加   | 不参加   | 不参加   | 不参加   |
| 2019   | 予選敗退                     | 予選敗退 | 予選敗退 | 予選敗退 | 予選敗退 | 予選敗退 | 予選敗退 |
| 2021   | 予選敗退                     | 予選敗退 | 予選敗退 | 予選敗退 | 予選敗退 | 予選敗退 | 予選敗退 |
| 通算   | 最高成績 : - 4大会中/0回出場 | 0        | 0        | 0        | 0        | 0        | 0        |

## 歴代監督
- アーロン・アスケス 2017-2019
- デイヴィッド・オチェロ 2019-